# 판매가격표시제도
판매가격표시제도(販賣價格標示制度)는 기존의 제조업체에서 포장지에 소비자가격을 표시하던 권장소비자가격제도와는 달리 유통업체에서 소비자가격을 표시하도록 하는 제도이다. 오픈프라이스제도(open price system, -制度)라고도 불린다. 가전제품, 카메라 등 내구소비재와 라면 등 식품에 널리 사용되고 있으며, 소매점에서는 실제 판매가격(판매가격)만 표시하고 '즈바리○엔'의 형태로 표시하는 경우가 많습니다.

## 제도의 장·단점

### 장점
생산자
- 소매점에서 권장소비자가격에 대한 "할인"을 사용할 수 없기 때문에 소비자에게 상품이 염가에 판매되고 있다 라는 인상을 주지 않고 브랜드의 이미지 저하를 피할 수 있다.

판매자
- 다른 판매자보다 판매가를 저렴하게 설정함으로써 소비자를 매장으로 불러들일 수 있다.
- 다른 판매자보다 판매가를 조금 비싸게 설정하여 판매 마진을 올려받는 것이 가능하다.

소비자
- 판매자간의 경쟁으로 인한 가격 인하로 저렴하게 재화를 구매할 수 있다.

### 단점
생산자
- 제품의 매입시 권장소비자가격에 대한 비율의 형태로 도매 가격을 교섭 할 수 없다.

판매자
- 제품의 매입시 권장소비자가격에 대한 비율의 형태로 매입가격을 교섭 할 수 없다.
- 판매가격표시에 권장소비자가격에 대한 할인을 사용할 수 없기 때문에 소비자에게 저렴하게 판매한다는 이미지를 줄 수 없다.
- 다른 생산자간 상품 비교가 어렵다.

소비자
- 실제로 매장에 가지 않고서는 상품의 가격대를 알 수 없다.
- 판매자가 폭리를 취하는 경우 손해를 본다.
- 다른 생산자간 상품 비교가 어렵다.

## 대한민국의 판매가격표시제도
대한민국에서는 1999년 9월 1일부터 단위가격표시제 및 권장소비자가격 표시금지제가 실시되었지만 소비자의 인지도가 낮고 제대로 준수하지 않는 경우가 대다수였다.

### 단위가격표시제
단위가격표시제(單位價格表示制)는 물가안정 대책의 하나로 제조회사별로 각 제품의 용기크기와 가격이 다른 모든 공산품에 대하여 g, mL, cc당 단위가격을 표시하도록 하는 제도이다. 예를 들면 샴푸의 경우 내용물의 용량과 가격을 표시하는 외에 'mL당 5.5원' 하는 식으로 표시해야 하는 것이다. 이 제도는 소비자들에게 알뜰구매를 할 수 있도록 도와주고 각 제품간의 가격경쟁을 촉진시킨다.

### 대한민국의 가격표시제 연혁
- 1973년 5월: 소매가격표시제 실시
- 1979년 4월: 공장도가격표시제 실시
- 1990년 3월: 수입가격표시제 실시
- 1999년 9월: 단위가격 표시제 및 권장소비자가격 표시금지제 실시

단위가격: 우유, 화장지등 15종, 권장소비자가격: 신사정장, VTR등 12종
- 2000년 8월: 단위가격 표시제 및 권장소비자가격 표시금지제 확대

단위가격: 소금, 라면등 6종 추가, 권장소비자가격: 냉장고, 에어컨 등 10종 추가
- 2002년 3월: 판매가격 표시대상 확대

시도지사가 판매가격 표시대상(도·소매점포) 지정: 동대문상가, 용산전자상가 등
- 2004년 9월: 판매가격표시·단위가격표시·권장소비자가격 표시금지 확대

판매가격: 특별시,광역시 17m2이상 점포 추가
단위가격: 분유,샴푸 등 12종 추가, 권장소비자가격: 청소기, 컴퓨터 등 10종 추가
- 2009년 10월: 단위가격 표시의무 확대

단위가격: 농수축산물, 과자 등 50종 추가
- 2010년 7월: 권장소비자가격 표시금지 확대

권장소비자가격: 의류, 빙과류, 라면 등 251종 추가
- 2011년 8월: 일부 상품 판매가격표시 철회

판매가격: 라면, 과자, 빙과, 아이스크림 4개 종목 철회

### 대한민국의 권장소비자가격 표시금지 품목
| 구 분                | 품 목 |
| -------------------- | --- |
| 가전제품 (14개 품목) | TV, VTR, 유선전화기, 오디오, 세탁기, 냉장고, 에어컨, 전자수첩(전자사전을 포함한다), 카세트, 캠코더, 전기면도기, 청소기, 전기밥솥, 전자레인지                       |
| 의 류 (247개 품목)   | 남자외의(8), 여자외의(41), 스웨터․셔츠(14), 유아복(16), 내의(38), 파운데이션(36), 양말(32), 잠옷(10), 모자(38), 장갑(14)                                           |
| 가공식품 (4개 품목)  | 라면, 과자, 빙과류, 아이스크림류 |
| 기타용품 (14개 품목) | 운동화, 러닝머신, 롤러블레이드, 손목시계, 카메라, 가스레인지(오븐레인지를 포함한다), 침대, 장롱, 책상, 소파, 장식장, 컴퓨터 데스크톱, 컴퓨터 모니터, 노트북 컴퓨터 |

## 같이 보기
- 권장소비자가격